# W. J. Henderson
W. J. Henderson war ein Montagewerk für Kraftfahrzeuge und damit Teil der Automobilindustrie in Irland.

## Unternehmensgeschichte
Das Unternehmen hatte den Sitz in Dublin. Die erste bekannte Erwähnung stammt von 1948, in welchem Jahr ebenfalls die Montage von Automobilen begann. Die Teile kamen von Fiat, die Produktion ist bis 1956 überliefert. Am 18. Mai 1960 wurde das Unternehmen aufgelöst.
Fiat Ireland montierte ab 1968 ebenfalls Fiat-Autos in Irland.

## Fahrzeuge
Gesichert überliefert ist die Montage von 500 C, 1100 der Baureihe ab 1953 und 600.

## Produktionszahlen
Nachstehend die Fiat-Zulassungszahlen in Irland aus den Jahren, in denen W. J. Henderson sie montierte.
| Jahr      | Zulassungszahlen |
| --------- | ---------------- |
| 1948–1953 | nicht bekannt    |
| 1954      | 270              |
| 1955      | 1.015            |
| 1956      | 1.037            |
| Summe     | 2.322            |